# Joan Fleming
Joan Fleming (Horwich, 27 marzo 1908 – Londra, 15 novembre 1980) è stata una scrittrice britannica di romanzi gialli.

## Biografia
Nata a Horwich il 27 marzo 1908, ha compiuto gli studi all'Università di Losanna.
A partire dall'esordio nel 1949 con Two Lovers Too Many, ha scritto numerosi romanzi di genere giallo; due sono stati premiati nel 1962 e nel 1970 con il Gold Dagger e uno, The Deeds of Dr Deadcert, ha fornito il soggetto per un film del 1958.
È morta a Londra a 72 anni il 15 novembre 1980.

## Opere

### Romanzi
- Two Lovers Too Many (1949)
- A Daisy-chain for Satan (1950)
- The Gallows in my Garden (1951)
- The Man Who Looked Back (1951)
- Polly Put the Kettle On (1952)
- The Good and the Bad (1953)
- He Ought to Be Shot (1955)
- The Deeds of Dr. Deadcert (1957)
- Maiden's Prayer (1957)
- You Can't Believe Your Eyes (1957)
- Malice Matrimonial (1959)
- Il giardino dei ricordi (Miss Bones, 1959), Milano, Garzanti, 1962 traduzione di Mario Lamberti
- The Man From Nowhere (1960)
- In the Red (1961)
- Death of a Sardine (1963)
- The Chill and the Kill (1964)
- Midnight Hag (1966)
- No Bones About It (1967)
- Una matrigna da eliminare (Hell's Belle, 1968), Milano, Longanesi, 1975 traduzione di Mariagrazia Bianchi Oddera
- Kill or Cure (1968)
- Young Man, I Think You're Dying (1970)
- Screams From a Penny Dreadful (1971)
- Grim Death and the Barrow Boys (1971)
- Alas! Poor Father (1972)
- Dirty Butter For Servants (1972)
- You Won't Let Me Finnish (1973)
- How to Live Dangerously (1974)
- Pietra di luna (Too Late! Too Late! The Maiden Cried, 1975), Bresso, Cino Del Duca, 1977
- ...To Make an Underworld (1976)
- Every Inch a Lady (1977)
- The Day of the Donkey Derby (1978)

### Serie Nuri Bey Izkirlak
- When I Grow Rich (1962)
- Nothing Is the Number When You Die (1965)

### Racconti
- The Graduate (1950)
- Writer's Witch (1951)
- Gone Is Gone (1953)
- Boo to a Goose (1955)
- Cat on the Trail (1963)

## Filmografia
- Rx Murder regia di Derek Twist (1958) (soggetto)

## Alcuni riconoscimenti
- Gold Dagger: 1962 per When I Grow Rich; 1970 per Young Man I Think You're Dying